# França
França (født 2. marts 1976) er en tidligere brasiliansk fodboldspiller.

## Brasiliens fodboldlandshold
| Brasiliens landshold | Brasiliens landshold | Brasiliens landshold |
| År                   | Kmp                  | Mål                  |
| -------------------- | -------------------- | -------------------- |
| 2000                 | 6                    | 1                    |
| 2001                 | 0                    | 0                    |
| 2002                 | 2                    | 0                    |
| Total                | 8                    | 1                    |